# جيمس هيل هنتر
جيمس هيل هنتر هو سياسي كندي، ولد في 26 يوليو 1839 في المملكة المتحدة، وتوفي في 2 فبراير 1891 بتورونتو في كندا. حزبياً، نشط في الحزب الليبرالي في أونتاريو ‏. وقد انتخب عضو برلمان مقاطعة أونتاريو.